# Gertrude Muysken
Geertruida Agneta Kapteyn-Muysken (ook Gertrude, Truce of Truus), (Hillegom, 13 februari 1855 – Arnhem, 5 september 1920) was anarchiste en vrijdenkster en actief lid van De Dageraad.
Gertrude Muysken was de dochter van Antoine Charles Muysken, notaris en burgemeester van Hillegom, en Constance Susanna Commelin. Ze huwde 21 december 1880 met Albertus Philippus Kapteyn, ingenieur, met wie zij twee dochters en een zoon kreeg.
Gertrude groeide op in een kinderrijk gezin en bezocht de HBS voor meisjes in Haarlem. Zij werd in haar maatschappijvisie beïnvloed door Hélène Mercier, Nederlands schrijfster en sociaal-liberaal feministe. Na haar huwelijk in 1880 verhuisde het gezin met de drie kinderen naar Londen. Daar leerde Geertruida Muysken veel internationale geestverwanten kennen, waaronder prominenten als Bernard Shaw en Peter Kropotkin. 
In juli 1894 debuteerde ze als schrijfster met het artikel A plea for moral education in het Engelse weekblad Shafts. Ze vertaalde Esquisse d'une morale sans obligation ni sanction (A sketch of morality independent of obligation or sanction) van de Franse dichter en filosoof Jean-Marie Guyau. Ook gaf zij een tijd lang onderwijs aan kinderen volgens haar ethische ideeën. Er verschenen Nederlandstalige artikelen van haar in De Kroniek, De XXe Eeuw en De Nieuwe Gids. 
Na een verblijf van bijna twintig jaar in Engeland verhuisden de Kapteyns naar Zürich waar ze veel contact hadden met gelijkgestemde intellectuelen, artiesten en sociale hervormers. Essays van haar hand verschenen in 1907 als bundel onder de titel Affirmatie. Lijnen eener levensbeschouwing. Vanaf 1908 woonden de Kapteyns in Scheveningen waar hun huis een ontmoetingsplek werd voor progressieve personen als H.P. Berlage, F. Domela Nieuwenhuis, Bart de Ligt, Clara Wichmann en ook de jonge B. Reyndorp. Na het lidmaatschap van de Vereeniging voor Vrouwenkiesrecht werd zij bestuurslid van het Nationaal Comité voor Moederbescherming en Sexueele Hervorming. Als lid  van de Vrijdenkersvereeniging De Dageraad sprak zij in 1915 in Zwolle de congresrede 'Oorlog en geestesrichting' uit en een jaar later in Rotterdam de congresrede 'Zedelijke opvoeding zonder geloofsdogma'.
Tijdens de Eerste Wereldoorlog ontwikkelden haar denkbeelden zich in anarchistische richting. Haar ideeën beschreef ze in het boek Oorlog en geestesrichting en In Revolutie en weder-geboorte. Na gelaten handschrift. Zij stierf in een psychiatrische inrichting te Arnhem en werd te Westerveld gecremeerd. Revolutie en weder-geboorte verscheen na haar dood met een levensschets van B. Reyndorp: 'Een groote idealiste die van ons heenging'.

## Publicaties
Er verschenen diverse artikelen in De XXe Eeuw en De Nieuwe Gids, zoals over 'Hélène Mercier' en gedurende 1914-1918 over de oorlog, onder andere in De Nieuwe Gids.
- 1907 - Affirmatie : (lijnen eener levensbeschouwing). Amsterdam, Scheltema & Holkema
- 1910 - G. Bernard Shaw. Een waardeering en inleiding. 's-Gravenhage, Electrische drukkerij "Luctor et Emergo"
- 1912 - Inleiding tot een nieuwe ethiek. Den Haag, De Nieuwe Gids
- 1914 - De oorlog. Den Haag, De Nieuwe Gids
- 1914 - Moederbescherming en sexueele hervorming. In: Moederschap. Sexueele ethiek,  p. 49-64. Almelo, W. Hilarius
- 1916 - Levensrichting van dezen tijd. Verzamelde opstellen. Amsterdam, Maatschappij voor goede en goedkoope lectuur. Eerst verschenen in: "De 20e eeuw" en "De Nieuwe gids", 1908-14
- 1918 Oorlog en geestesrichting : verzamelde opstellen. 's-Gravenhage, Luctor et emergo. Eerst verschenen in verschillende tijdschriften 1899-1917
- 1921 - Revolutie en weder-geboorte. Blaricum, De Waelburgh. Nagelaten handschrift van G. Kapteyn-Muysken; met een levensbeschrijving van de schrijfster door B. Reyndorp